# AnimagiC
AnimagiC est une convention d'anime annuelle allemande et l'une des plus grandes dans le monde germanique avec actuellement pas moins de 12 000 visiteurs.

## Historique
Depuis sa première ouverture en été 1999 jusqu'en 2005, l'AnimagiC a pris place dans le Rhein-Mosel-Halle à Coblence, en Allemagne. En raison d'un nombre affluant de visiteurs, l'évènement grandit au fur et à mesure. Dès 2005, il a en plus implanté, à Kurfürstliches Schloss, deux cinémas et une discothèque à Coblence intitulée « Circus Maximus ».
En 2006, la convention est délocalisée au Beethovenhalle, à Bonn, tandis que Coblence ne pouvait plus promouvoir la place nécessaire du nombre de visiteurs.

## Programme
Le programme de trois jours d'évènement inclut la culture populaire japonaise (J-rock, visual kei, cosplay), des salles de vidéo, un programme cinématique, des marchés, des spectacles, des invités japonais, des jeux de rôle, des concerts, et bien d'autres.
Les invités d'honneur visitant l'évènement chaque année incluent des célébrités (artistes, directeurs, etc.) de différents studios d'animation, des mangakas et chanteurs. Parmi les invités les plus renommés se présentait Tadashi Ozawa (animateur de Nausicaä de la vallée du vent, Le Château dans le ciel, Akira et Les Chroniques de la guerre de Lodoss) qui, depuis 2000 à 2006, montrait son atelier de dessins à certains visiteurs.

## Statistiques
Le nombre total de visiteurs en trois jours se situe actuellement autour de 12 000. Contrairement aux grandes assertions, AnimagiC n'est pas la plus grande convention d'animés en Europe; ce record est détenu par la Japan Expo à Paris, en France qui prend annuellement place tous les débuts du mois de juillet accueillant environ 250 000 visiteurs suivie du Salón del Manga de Barcelona à Barcelone, en Espagne, qui prend annuellement place tous les fins de mois d'octobre/débuts novembre et compte environ 65 000 visiteurs.

## Galerie d'images 2009

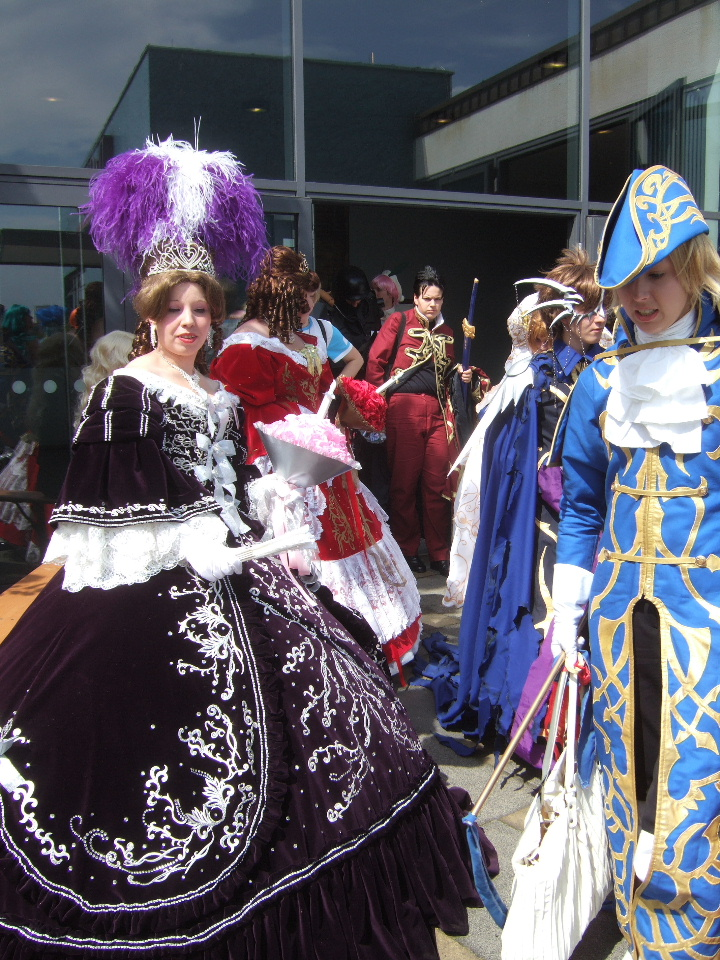
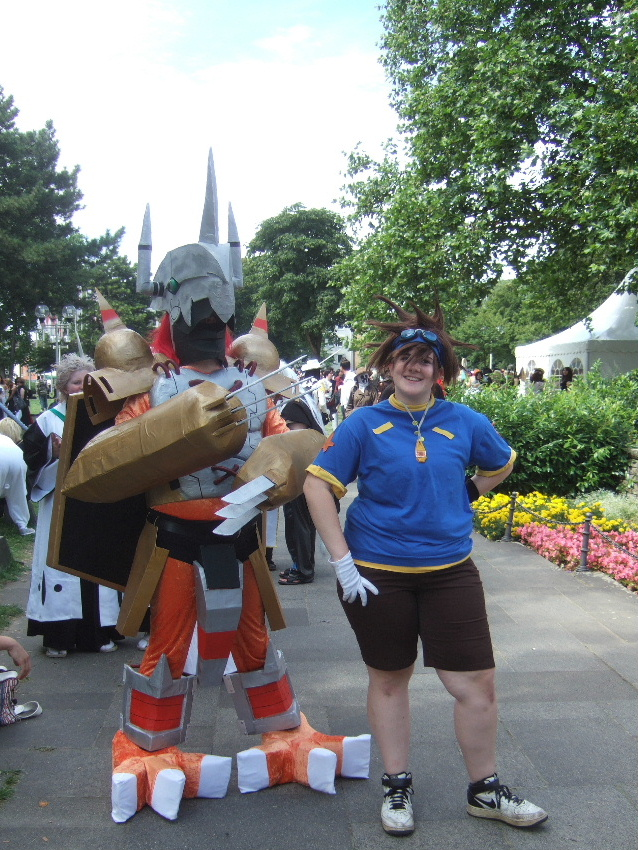
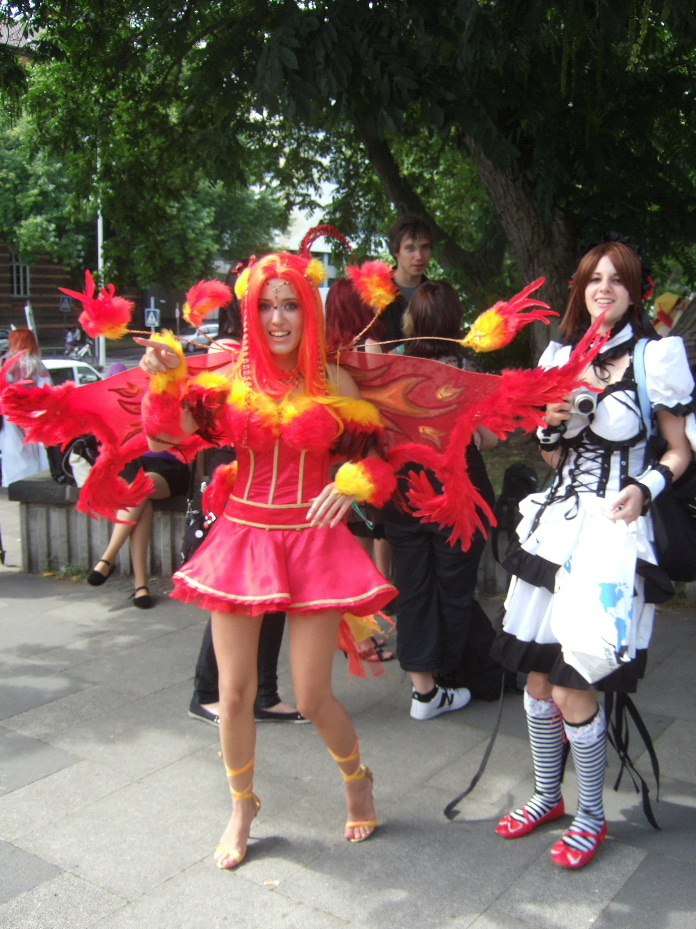
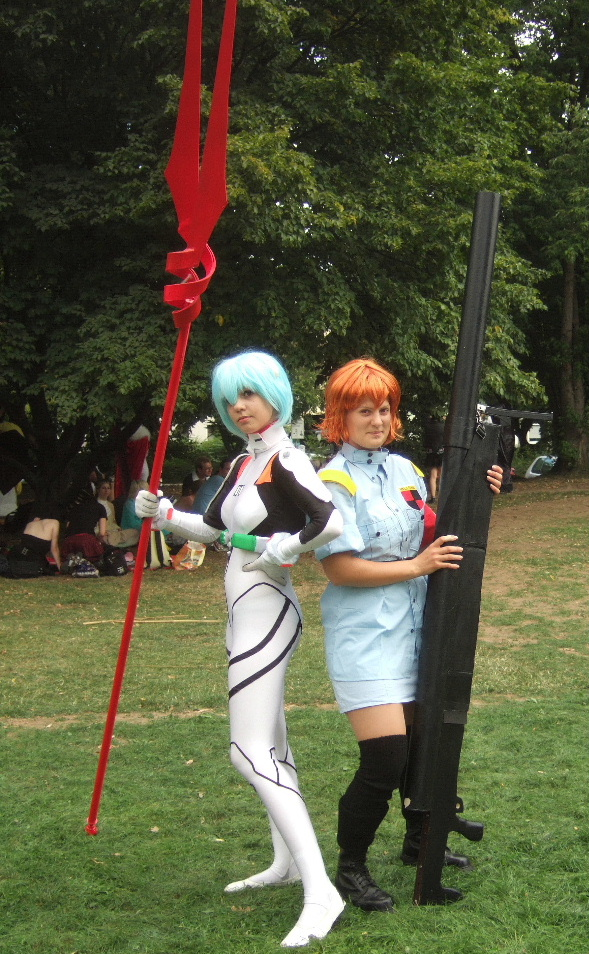